# Nawfal Trabelsi
 (septembre 2022).
L'article doit être relu — et modifié si nécessaire — par des contributeurs indépendants pour apporter un regard critique aux contributions effectuées en violation des conditions d'utilisation de Wikipédia, tant sur la forme (notamment concernant le style encyclopédique, la proportionnalité) que sur le fond (la neutralité de point de vue, la qualité et l'indépendance des sources).
Nawfal Trabelsi, né en décembre 1970 à Salé (commune limitrophe de Rabat), est un homme d'affaires, qui fut président-directeur général de McDonald's France de juillet 2015 à juin 2022.

## Biographie
Il est ingénieur diplômé de l’École nationale supérieure d'électrotechnique, d'électronique, d'informatique, d'hydraulique et des télécommunications (ENSEEIHT) de Toulouse.  
En 1993, il rejoint le groupe Procter & Gamble au Maroc en tant que responsable de la marque Ariel au sein du département marketing. Il occupe ce poste 3 ans avant de revenir en France, à Marne-la-Vallée, et de devenir responsable Europe des partenariats grande consommation de Disneyland Paris.  

### McDonald’s France
Il quitte le parc d'attractions en 1999 et rejoint McDonald’s France en 2000. Il occupe alors successivement plusieurs postes dans l'entreprise. De 2000 à 2005, il est chef de groupe marketing commerce puis directeur marketing commerce, restaurant et produit de McDonald’s France et entre au comité de direction de l'entreprise. 
Le groupe doit faire face dans les années 2000 à une vague de critiques, notamment de la part de José Bové, ainsi qu'à la crise de la vache folle. Nawfal Trabelsi met alors en œuvre la nouvelle stratégie de l'entreprise visant à renforcer la transparence et à coller davantage avec la « culture française ». C'est dans ce cadre que McDonald's lance une campagne basée sur ses achats en France et élargit son offre avec l'introduction de fruits et de salades dans les menus. 
En 2007, il est nommé directeur de la recherche et du développement du groupe avant d’être promu en 2008 vice-président chargé du Marketing, de la Communication et du Développement produits.
De 2010 à 2012, il occupe les fonctions de vice-président senior chargé du marketing pour la France et l'Europe du Sud de McDonald’s France. Il devient en 2012 directeur général chargé du marketing, de la communication, du produit, des achats et du digital et membre du conseil d'administration du groupe.
En 2014, une campagne de publicité dirigée par Nawfal Trabelsi, la campagne "No logo", conçue par TBWA/Paris, remporte le 21e grand prix Effie, une distinction qui mesure chaque année depuis 1993 l'impact d'une campagne sur les ventes, la progression de la notoriété du produit ou encore l'amélioration de l'image.
En 2015, il est nommé directeur général délégué de McDonald’s France. En 15 ans dans l'entreprise, Nawfal Trabelsi a piloté différents projets au sein de la branche nationale du groupe. Il a notamment été responsable des projets liés au tournant digital et à l’évolution des services de l’enseigne avec la généralisation des bornes numériques en restaurants ou encore le lancement du service de commandes en ligne. Il développe également les relations du groupe avec le monde agricole avec notamment la contractualisation des éleveurs et des agriculteurs français ou encore le passage aux "frites 100 % pommes de terre françaises". Selon lui, l'idée est de "remettre les clés au consommateur afin qu'il décide de son temps". 

#### Président de McDonald’s France
Le 1er juillet 2015, Nawfal Trabelsi est nommé président de McDonald’s France,. 
Nawfal Trabelsi annonce en février 2016 vouloir « préfigurer un nouveau McDonald’s, avec plus de choix et plus d'accueil, et une personnalisation en termes de services et d'offres ». Après les avoir testées dans différents restaurants, il souhaite ainsi mettre en place de nouvelles offres avec la gamme 'Signature by McDonald’s', un Salad Bar ainsi qu'une nouvelle carte de desserts glacés. Le 19 février 2016, le plus grand McDonald's du monde rouvre ses portes sur les Champs-Élysées, à Paris, et est décrit par Les Échos comme le « symbole de la transformation en cours de la chaîne ».
En février 2017, dans un entretien accordé à Grandes Écoles et Universités Magazine, il affirme avoir été inspiré par le concept de "shared value" développé par le professeur Michael Porter, selon lequel « l'entreprise doit, pour se développer et prospérer, créer de la valeur sociétale ».
En  juin 2022, il est remplacé par Jacques Mignault.